# 大阪大学医学部附属病院
大阪大学医学部附属病院（おおさかだいがくいがくぶふぞくびょういん、英語訳:THE UNIVERSITY OF OSAKA HOSPITAL）は、大阪府吹田市にある大阪大学医学部附属の病院。緒方洪庵が開いた適塾が源流となっている。略称は阪大病院（はんだいびょういん）。

## 概要（2019年度）
- 病床数：1,086床（フェーズⅠ病床10床を含む。）
- 教員：312人[2]
- 医師数：728人[2]
- 看護職員数：1,130人[2]
- 医療技術職員：356人[2]
- 事務職員等：278人[2]
- 全職員数：2,804人[2]
- 外来患者延べ数：583,610人[3]
- 1日当り平均患者：2,431.7人[3]

- 所在地：大阪府吹田市山田丘2番15号（大阪大学吹田キャンパス）
- アクセス
  - 大阪モノレール彩都線「阪大病院前駅」
  - 近鉄バス（JR茨木駅、阪急茨木市駅から）・阪急バス（千里中央駅・北千里駅・山田駅から）「阪大医学部病院前」
- 階数：地上14階、地階

## 診療科・部門
（この節の出典）

### 内科系科診療部門
循環器内科、腎臓内科、消化器内科、糖尿病・内分泌・代謝内科、呼吸器内科、免疫内科、血液・腫瘍内科、老年・高血圧内科、総合診療科

### 外科系科診療部門
心臓血管外科、呼吸器外科、消化器外科、乳腺・内分泌外科、小児外科、病理診断科

### 感覚・皮膚・運動系科診療部門
眼科、耳鼻咽喉科・頭頸部外科、整形外科、皮膚科、形成外科、リハビリテーション科

### 脳神経精神科診療部門
神経内科・脳卒中科、神経科・精神科、脳神経外科、麻酔科

### 女性・母子・泌尿生殖科診療部門
産科婦人科、小児科、泌尿器科

### 放射線科診療部門
放射線診断科・IVR科、放射線治療科、核医学診療科

### 中央診療施設

#### 管理部門
材料部、病理部、輸血部、医療情報部、感染制御部、中央クオリティマネジメント部、臨床工学部、保健医療福祉ネットワーク部、移植医療部、栄養マネジメント部、サプライセンター、卒後教育開発センター、看護部キャリア開発センター、高難度新規良技術審査部、未承認新規医薬品等診療審査部、AI医療センター、臨床凍結保存センター

#### 中央診療部門
臨床検査部、手術部、放射線部、集中治療部、リハビリテーション部、総合診療部、血液浄化部、遺伝子診療部、化学療法部、放射線治療部、総合周産期母子医療センター、高度救命救急センター、内視鏡センター、超音波検査センター

#### 連携診療部門
脳卒中センター、前立腺センター、睡眠医療センター、疼痛医療センター、生殖医療センター、ハートセンター、小児医療センター、オンコロジーセンター、呼吸器センター、てんかんセンター、消化器センター、IVRセンター、胎児診断治療センター、難病医療推進センター、子どものこころの診療センター、がんゲノム医療センター、尿病センター、緩和医療センター、腸管不全治療センター

### 未来医療開発部
未来医療センター、臨床研究センター、データセンター、国際医療センター

### その他
歯科治療室

## 高度救命救急センター
1966年当時は、日本では内科学や外科学などのように救急医学がなかったために、救急医療システムが整備されていなかった。その中で大阪は万国博の開催や高度経済成長期に伴って交通事故が増加し救急患者のたらい回しが問題となっていた。そこで大阪府と大阪大学が協力して、1967年（昭和42年）8月に日本で初めての救急救命室として大阪大学医学部附属病院に「特殊救急部（災害外科）」が発足した。特殊救急部では胸腹部外傷や広範囲熱傷といった重症の外科系救急医療を手術・入院も含めた診療を自部門で完結して実施していた。
当時、特殊救急部の責任者であった杉本侃が第73回の日本外科学会総会で救急医療の必要性を訴え、外傷外科学の出版と日本救急医学会を旗揚げする。これをきっかけに1977年に救命救急システムが法制化されて、特殊救急部をモデルとして全国に救命救急センターが設置された。大阪大学付属病院の特殊救急部も2000年に改組されて救命救急センターとなり、さらに2001年には高度救命救急センターの認可を受けた。

## 臓器移植
臓器移植の分野においては、心臓、肺、心肺、膵臓、小腸の全ての脳死臓器移植の保険施設として認定され、また生体肺移植も高度先進医療として認可されている、国内唯一の病院である。
また、臓器移植法施行後、国内初の脳死心臓移植（1999年）、国内初の心肺同時移植（2009年）が行われた病院でもある。

## ドクターヘリ
2008年1月16日から、大阪府内で唯一のドクターヘリの基地病院となっている。約70km離れた府最南端の岬町までも20分で到着可能となった。ヘリには高度救命救急センターに所属する医師7人、看護師9人が交代で搭乗することになっており、運航時間は午前8時から日没まで。なお機材は、ストレッチャー1台、人工呼吸器などの医療機器を積んだユーロコプターEC135を使用している。なお、ドクターヘリの運航はヒラタ学園航空事業本部が受託。

## 沿革
吹田キャンパスに移転する前は、中之島北側対岸の福島1丁目（旧町名：堂島浜通）にあった。福島1丁目の跡地は再開発され、大阪中之島合同庁舎が2001年に竣工、「ほたるまち」と名付けられた街区に朝日放送の新社屋などの施設やマンションが2008年に竣工した。
2024年（令和7年）10月31日をまでに竹中工務店が施工で地下2階・地上8階建の鉄筋コンクリート造の統合診療棟を建造予定。この建設工事に先立つ調査で、病院内部の配管の接続ミスによって簡易処理しかしていない井戸水を誤って飲用水として供給していたこが判明した。このミスによる健康被害は確認されていないが、井戸水を利用する建物は大阪大学内に105棟あるため配管の確認を行う予定。

### 年表
- 1838年（天保9年）：緒方洪庵が津村東之町（現：大阪市中央区瓦町三丁目）に蘭学塾(適塾)を開く。
- 1869年（明治2年）：政府直轄仮病院を大阪上本町の大福寺内に設置。7月、鈴木町代官屋敷跡に大阪府病院が完成し仮病院を移転。11月、大阪府医学校病院を開設。
- 1872年（明治5年）：大阪医学校病院を廃止。
- 1873年（明治6年）：大阪府により西本願寺津村別院（北御堂）内に大阪府病院を開設。
- 1879年（明治12年）：中之島の常安町に新築。大阪公立病院と改称。
- 1880年（明治13年）：府立大阪病院と改称。府立大阪医学校設立。
- 1903年（明治36年）：大阪府立高等医学校病院と改称。
- 1915年（大正4年）：府立大阪医科大学病院と改称。
- 1917年（大正6年）：病室から出火、火災により病院は全焼。
- 1919年（大正8年）：大阪医科大学病院と改称（大学令に準拠の旧制大学となる）。
- 1924年（大正13年）：堂島浜通に新築病院が竣工し移転。10月、大阪医科大学附属医院と改称。
- 1931年（昭和6年）：大阪帝国大学医学部附属医院に改組。
- 1932年（昭和7年）：待兼山に石橋分院を開院（「神経性患者、慢性疾患または各種疾病の回復期にあるもの、その他郊外に転地を要するもののため」）。
- 1944年（昭和19年）：石橋分院を閉鎖。
- 1947年（昭和22年）7月：石橋分院を内科・外科・精神科・眼科・産婦人科で再開院。9月、大阪帝国大学医学部附属医院を大阪大学医学部附属医院に改組。
- 1949年（昭和24年）：大阪大学医学部附属病院と改称。
- 1953年（昭和28年）：診療科から歯科を分離し、大阪大学歯学部附属病院が設置される。
- 1967年（昭和42年）8月：日本全国に救命救急センターが設置されるきっかけとなる特殊救急部を設置する。
- 1968年（昭和43年）3月：石橋分院を閉鎖。（病院建物は医療技術短期大学部本館を経て、現在は大阪大学総合学術博物館修学館展示場（待兼山修学館）として改装。）
- 1993年（平成5年）：現在地（吹田キャンパス）に新築移転。大阪大学微生物病研究所附属病院と統合。
- 1994年（平成6年）11月：特定機能病院に承認された。
- 1999年（平成11年）3月1日：日本国内で臓器移植法施行後、初の脳死心臓移植
- 2000年（平成12年）：特殊救急部を救命救急センターとする。
- 2001年（平成13年）：救命救急センターが高度救命救急センターに指定される。
- 2002年（平成14年）4月：未来医療センターを設置
- 2007年（平成19年）：多剤耐性緑膿菌の院内感染
- 2008年（平成20年）
  - 全国で13機目となるドクターヘリの基地病院になった。
  - 8月14日：日本国内で初の低侵襲手術法 (NOTES) を臨床導入
- 2009年（平成21年）
  - 1月17日：国内初の心肺同時移植を実施
  - 4月：地域がん診療連携拠点病院に認定された
- 2012年（平成24年）6月：移植法改正後初の小児（10歳未満）脳死心臓移植を実施した。
- 2015年（平成27年）
  - 8月：臨床研究中核病院に認定された。
  - 9月：オンコロジーセンター棟が完成した。
- 2016年（平成28年）
  - 3月：外国人患者受入れ医療機関認証制度 (JMIP) に認証された。
  - 9月：ジャパン・インターナショナル・ホスピタルズ (JIH) に推奨された。
- 2018年（平成30年）
  - 2月：がんゲノム医療中核拠点病院に指定された。
  - 10月
    - 小児外科が成人発症の短腸症への小腸移植を実施
    - 感染制御部が感染症対策イベント「“真実の口”で手をきれいに！」を実施

  - 11月：大阪府難病診療拠点病院に指定された。
- 2019年（令和元年）
  - 7月：大阪府てんかん診療拠点機関に指定
  - 11月：感染制御部がニフレルとコラボで感染症対策イベント「生きものたちと一緒に手をきれいに！」を実施
- 2020年（令和2年）
  - 4月
    - 地域がん診療連携拠点病院（高度型）に指定された。
    - 医療費後払いサービスを開始
    - 高度救命救急センターでドクターカー、DMATカーの運用を開始

  - 9月
    - 高度救命救急センターが海上保安庁第五管区保安本部および吹田消防と合同で吹田キャンパスグラウンドへのヘリ着陸・患者搬送訓練を実施
    - クラウドファンディング「入院中の赤ちゃんに会いたい！オンライン面会システムの構築」を実施
- 2025年（令和7年）
  - 5月：総合診療棟（地上8階・地下2階）が開院。既存診療棟に一部機能を残す以外は新診療棟に移転させた[7][8]。

## 医療機関の指定・認定
（下表の出典）
| 保険医療機関 | 労災保険指定病院 |
| 母体保護法指定医の配置されている医療機関 | 生活保護法指定病院（中国残留邦人等の円滑な帰国の促進並びに永住帰国した中国残留邦人等及び特定配偶者の自立の支援に関する法律（平成六年法律第三十号）に基づく指定医療機関を含む。） |
| 臨床研修病院 | 指定自立支援病院（更生医療） |
| 外国医師又は外国歯科医師並びに外国看護師等臨床修練病院等 | がん診療連携拠点病院等 |
| 指定養育病院 | エイズ治療拠点病院 |
| 指定自立支援病院（育成医療） | 肝疾患診療連携拠点病院 |
| 原子爆弾被害者医療指定病院 | 特定疾患治療研究事業委託医療機関 |
| 原子爆弾被害者一般疾病医療取扱病院 | DPC対象病院 |
| 精神保健指定医の配置されている医療機関 | 指定小児慢性特定疾病医療機関 |
| 指定自立支援医療機関（精神通院医療） | 身体障害者福祉法指定医の配置されている医療機関 |
| 総合周産期母子医療センター | 精神保健及び精神障害者福祉に関する法律（昭和25年法律第123号）に基づく指定病院又は応急入院指定病院                                                                                |
| 診療科名中に産婦人科、産科又は婦人科を有する病院にあっては、公益財団法人日本医療機能評価機構が定める産科医療補償制度標準補償約款と同一の産科医療補償約款に基づく補償の有無 | 公害医療機関 |
| 臨床研究中核病院 | 特定機能病院 |
| がんゲノム医療中核拠点病院 | 小児がん拠点病院 |

- 大阪府難病診療連携拠点病院[10]
- 公益財団法人日本医療機能評価機構認定病院[11]
- ISO15189認定（臨床検査部 輸血部 病理部 放射線部 超音波検査センター）[12]
- このほか、各種法令による指定・認定病院であるとともに、各学会の認定施設でもある。